# Valeri Rojdestvenski
Valeri Ilitch Rojdestvenski (em russo: Валерий Ильич Рождественский; Leningrado, 13 de Fevereiro de 1939 – 31 de agosto de 2011) foi um cosmonauta soviético. 
Formado em engenharia pela Alta Escola de Engenharia Militar da Marinha em Pushkin, em 1961 foi comandante da unidade de mergulho profundo da marinha soviética na frota do Mar Báltico. Selecionado como astronauta em 23 de outubro de 1965, foi ao espaço em 14 de outubro de 1976 como engenheiro de voo da nave Soyuz 23, numa missão abortada após a impossibilidade de acoplagem com a estação espacial Salyut 5. No retorno, Rojdestvenski e seu companheiro de missão Vyacheslav Zudov pousaram de noite num lago congelado e a cápsula afundou na água, quebrando o gelo, cobrindo a escotilha de escape. Os cosmonautas passaram nove horas dentro do lago, protegidos pela cápsula hermeticamente lacrada, até conseguirem ser resgatados pela equipe de terra ao amanhecer, em condições climáticas de frio intenso, neve e forte nevoeiro.
Após este voo continuou trabalhando no programa espacial soviético baseado no Centro de Treinamento de Cosmonautas Yuri Gagarin, na Cidade das Estrelas, perto de Moscou, até se retirar, em 24 de junho de 1986.
Depois de se desligar do programa espacial, passou a trabalhar em atividade civil, na indústria Metropolis. Casado e com um filho, morreu em 2011 em local não divulgado, aos 72 anos de idade.